# أش أمين
أش أمين (بالإنجليزية: Ash Amin)‏ هو جغرافي بريطاني، ولد في 31 أكتوبر 1955.